# Silvana Arias
Silvana Arias  (Lima, Peru, 1982. április 7. –) perui színésznő.

## Élete
Silvana Arias 1982. április 7-én született Limában. Karrierjét 1999-ben kezdte. 2002-ben Jimena Arismendi szerepét játszotta a Vadmacska című sorozatban. 2009-ben Violeta szerepét játszotta a Pecadorában. 2010-ben megkapta Verónica szerepét a Perro amor című sorozatban.

## Filmográfia
- La fan (2016) .... Barbára Blanco
- Éld az életem! (2016) .... Socorro 'Cocó' Sánchez
- En otra piel (2014) .... Maite González
- Locas y atrapadas (2014)
- 11-11: En mi cuadra nada cuadra (2013) .... Mariana Valle
- Grachi (2012) .... Ivis (Bruja del Consejo)
- Encrucijada, sin salud no hay nada (2011)
- Las Ángeles (2010) .... Martha
- Perro amor (2010).... Verónica Jessica Murillo "La Vero"
- Pecadora (2009) .... Violeta
- Döglött akták (2009) .... Piedad Luque
- Starting Under (2008) .... Rosa
- Passions (2004-2007) .... Paloma López-Fitzgerald
- The Trip (2007) .... Silvana
- Karen Sisco (2003)
- Elbűvölő szerelem (Amor descarado) (2003) .... Constanza "Coni" Valdez
- Vadmacska (Gata Salvaje) (2002) .... Jimena Arismendí
- Soledad (2001) .... Lucía Reyes
- Fiorella (Pobre diabla) (1999) .... Carmen
- María Emilia, querida (1999) .... Susana "Susanita" Peña